# Tiekstilszczik Kamyszyn
Tiekstilszczik Kamyszyn (ros. Футбольный клуб «Текстильщик» Камышин, Futbolnyj Kłub "Tiekstilszczik" Kamyszyn) – rosyjski klub piłkarski z siedzibą w Kamyszynie, w obwodzie wołgogradzkim. 

## Historia
Chronologia nazw:
- 1958: Start Kamyszyn (ros. «Старт» Камышин)
- 1959—1996: Tiekstilszczik Kamyszyn (ros. «Текстильщик» Камышин)
- 1959—1996: Eniergija-Tiekstilszczik Kamyszyn (ros. «Энергия-Текстильщик» Камышин)
- 1997: Eniergija Kamyszyn (ros. «Энергия» Камышин)
- 1998: Rotor-Kamyszyn Kamyszyn (ros. «Ротор-Камышин» Камышин)
- 1999—...: Tiekstilszczik Kamyszyn (ros. «Текстильщик» Камышин)

Piłkarska drużyna Tiekstilszczik została założona w 1958 w mieście Kamyszyn.
W 1988 zespół debiutował w Drugiej Lidze Mistrzostw ZSRR, w której występował do 1990, kiedy to awansował do Pierwszej Ligi. Następnie kończąc zmagania na 11. miejscu w pierwszej lidze w 1991, przeszedł do rozgrywek Rosyjskiej Top Dywizji utworzonej po upadku ZSRR. W 1993 zespół uplasował się na 4. pozycji w tabeli końcowej, co było najlepszym rezultatem w historii klubu. 
W latach 90. XX wieku uczestniczył przez pięć sezonów w Wyższej Lidze i grał w Pucharze UEFA.
W latach 1996–1998 Tiekstilszczik doznał serii trzech relegacji (17. miejsce w Top Dywizji w 1996, 19. w Pierwszej Dywizji w 1997, wyłączenie z rozgrywek Drugiej Dywizji w 1998). Do 2002 grał w ligach amatorskich, ponieważ do tego czasu nie otrzymał licencji na grę w Drugiej Dywizji. W 2005 zajął ostatnią pozycję w rozgrywkach ligowych, jednak pozostał na trzecim szczeblu rozgrywkowym ze względu na powiększenie ligi. W 2007 zmagania zakończył na 15. miejscu i spadł do klasy amatorskiej. 
Tiekstilszczik uczestniczył w Pucharze UEFA w sezonie 1994/1995 i doszedł do drugiej rundy turnieju.

## Sukcesy
- 11 miejsce w Pierwszej Lidze ZSRR: 1991
- 1/8 finału w Pucharze ZSRR: 1991
- 4 miejsce w Rosyjskiej Wyższej Lidze: 1993
- 1/4 finału w Pucharze Rosji: 1996

## Europejskie puchary
Legenda do wszystkich tabel:
- Q – runda eliminacyjna, 1/16, 1/8, 1/4, 1/2 – odpowiednia faza rozgrywek, Grupa – runda grupowa, 1r gr – pierwsza runda grupowa, 2r gr – druga runda grupowa, F – finał, R – runda, PO – play-off
- k. – rzuty karne, los. – losowanie, Dogr. – dogrywka, w. – zasada bramek strzelonych na wyjeździe

| Sezon   | Rozgrywki   | Runda | Klub                  | Dom | Wyjazd | Ogólnie |
| ------- | ----------- | ----- | --------------------- | --- | ------ | ------- |
| 1994/95 | Puchar UEFA | 1R    | Békéscsaba 1912 Előre | 6–1 | 0–1    | 6–2     |
| 1994/95 | Puchar UEFA | 2R    | FC Nantes             | 1–2 | 0–2    | 1–4     |